# Радченко Григорій Павлович
Григорій Павлович Радченко (1 лютого 1890, село Дар-Надежда, Харківська губернія — 23 листопада 1940, Колима) — радянський дипломат, лікар, науковець. Ректор Харківського медичного інституту (1925–1927). Консул СРСР у Львові (1930–1933). Член ВУЦВК (1920).

## Біографія
Народився 1 лютого 1890 року в селі Дар-Надежда Сахновщанського повіту на Харківщині заможній сільській родині (батько мав 60 десятин землі) .
Закінчив медичний факультет Московського університету, санітарний лікар.
За революційну діяльність, був відправлений рядовим на фронт під час Першої світової війни, де він і вступив у партію більшовиків. Після жовтневого перевороту займався підривною роботою в Україні. У 1919 році був заарештований денікінською контррозвідкою в Києві і близько місяця перебував у в'язниці, звідки його звільнили більшовики під командуванням Антонова-Овсєєнка.
Радченко почав роботу по створенню партизанського загону на Миргородщині. Після звільнення повіту від білогвардійців, Григорій Радченко став головою повітового виконкому і повітового парткомітету.
У 1920 році —  голова виконавчого комітету Костянтиноградської повітової ради Полтавської губернії та керівник загону самооборони міста Костянтинограда (Краснограда).
У 1920 році обирався членом ВУЦВК, у 1921 — делегатом VIII з'їзду партії більшовиків.
У 1922—1923 роках — голова виконавчого комітету Херсонської повітової ради Одеської губернії.
З 27 лютого по 23 серпня 1923 року — голова виконавчого комітету Херсонської окружної ради.
23 серпня 1923 року відкликаний у розпорядження фракції Одеського губернського виконавчого комітету.
У вересні 1924 — травні 1925 року — голова виконавчого комітету Єлизаветградської (Зинов'євської) окружної ради.
З травня 1925 по лютий 1927 року — ректор Харківського медичного інституту. В той час в інституті працювали заслужений професор Микола Бокаріус, професори Володимир Рубашкін, Василь Данилевський, Олександр Палладін, Володимир Шамов, Володимир Воробйов, Віктор Протопопов, Даміан Гриньов та інші. У 1926 році входив до редакційної колегії журналу «Український медичний архів».
З лютого 1927 по 1929 рік — начальник Головного управління професійної освіти (Головпрофосвіти) Народного комісаріату освіти Української СРР.
У 1929—1930 роках — директор Київської кінофабрики.
У 1930 році — завідувач Київського окружного земельного відділу
У 1930–1933 роках — генеральний консул СРСР у Польщі (Львів). Підтримував зв'язки із творчою інтелігенцією Львова, знайомиться з родиною Крушельницьких, письменниками Галаном, Косачем та іншими. Деяким з них, в тому числі Крушельницьким Івану та Володимирі, Ганні Галан, він видав візи на в'їзд до СРСР. Його фото можна побачити в спогадах Лариси Крушельницької «Рубали ліс» (2001): стилізований під сільського дядька високий і товстий чоловік у підперезаній поясом вишитій сорочці та юхтових чоботях.
У 1933 році повертається в УРСР, де працює в системі Укркінохроніка. У травні 1935 року був заарештований органами НКВС. Знаходився під слідством до листопада 1935 року, його звинувачували в «приналежності до контрреволюційної організації УВО ОУН», «будучи консулом СРСР у Львові, був зв'язаний з іноземним центром цієї організації та за його завданням вів контрреволюційну роботу в Україні. Видавав без дозволу Наркомата іноземних справ візи на в'їзд у СРСР терористам, що їхали для організації терористичних актів над відповідальними керівниками Радянської влади».
Хоча провина не була доведена, був засуджений на 3 роки з відбуттям покарання в Біломоро-Балтійському таборі з утриманням на островах. У листопаді 1938 р. цей термін був подовжений ще на 5 років, з відбуванням терміну на Колимі.
23 листопада 1940 року помер на Колимі. У 1957 році його було реабілітовано посмертно.